# Camptomorpha campestris
Camptomorpha campestris är en mångfotingart som beskrevs av Christoph D. Schubart 1950. Camptomorpha campestris ingår i släktet Camptomorpha och familjen Chelodesmidae. Inga underarter finns listade i Catalogue of Life.